# Улица Залкшу (Рига)
Улица За́лкшу (латыш. Zalkšu iela) — дугообразная улица в Видземском предместье города Риги, в микрорайоне Тейка. Ведёт от улицы Арайшу до улицы Аусмас; в средней части пересекает улицу Таливалжа. С другими улицами не пересекается.
На всём протяжении имеет асфальтовое покрытие. Общая длина улицы составляет 372 метра. Общественный транспорт по улице не курсирует.

## История
Улица Залкшу была проложена при застройке жилого района «Savs stūrītis» (рус. «Свой уголок»); название присвоено в 1929 году. Оно происходит от латыш. zalktis — «уж» (см. также Залтис). Переименований улицы не было.
Застройка преимущественно частная, малоэтажная, сложившаяся с 1930-х годов.
На улице Залкшу проживал латышский хоровой дирижёр Харалдс Меднис (1906—2000).